# Gust (Spieleentwickler)
Gust (jap.: ガスト Gasuto) ist ein japanisches Entwicklungsstudio für Computerspiele und seit 2014 eine interne Entwicklungsabteilung des japanischen Publishers Koei Tecmo. Das Studio ist bekannt für seine Rollenspiele der Atelier-Reihe und zum Exa-Pico-Spieluniversum (Ar Tonelico, Ciel Nosurge).

## Geschichte
Gust wurde 1993 in Nagano gegründet. Der erste Titel war das rundenbasierte Strategiespiel The Story of King Aress für den PC-98 im Jahr 1994. 1997 veröffentlichte das Studio mit Atelier Marie: The Alchemist of Salburg den ersten Titel in der langlaufenden Atelier-Rollenspielreihe. Im Dezember 2011 übernahm der japanische Publisher Koei Tecmo das Studio für 2,2 Milliarden Yen (etwa 28,3 Millionen US-Dollar) von der bisherigen Eignerin Keiken Holdings. 2014 wurde das Unternehmen mit der Konzernmutter verschmolzen und als Gust Nagano Development Group eingegliedert.

## Veröffentlichungen
- 1994: The Story of King Aress (PC-9801)
- 1995: Falcata: Astran Pardma no Monshou (PSOne)
- 1996: Welcome House (PSOne)
- 1996: Meru Purana (PSOne)
- 1996: Welcome House 2 (PSOne)
- 1997: Atelier Marie: The Alchemist of Salburg (PSOne, Saturn, Windows)
- 1997: Karyuujou (PSOne)
- 1998: Atelier Marie Plus: The Alchemist of Salburg (PSOne)
- 1998: Atelier Elie: The Alchemist of Salburg 2 (PSOne, Windows)
- 1999: Noir Yeux Noire: Cielgris Fantasm (PSOne)
- 2000: Robin Lloyd’s Adventure (PSOne)
- 2000: Hresvelgr (PS2)
- 2001: Atelier Lilie: The Alchemist of Salburg 3 (PS2)
- 2001: Atelier Marie & Elie: The Alchemists of Salburg 1-2 (Dreamcast, PS2)
- 2001: Hermina & Culus: Atelier Lilie Another Story (PS2)
- 2002: Atelier Lilie Plus: The Alchemist of Salburg 3 (PS2)
- 2002: Atelier Judie: The Alchemist of Gramnad (PS2)
- 2003: Taishou Mononoke Ibunroku (PS2)
- 2003: Atelier Viorate: The Alchemist of Gramnad 2 (PS2)
- 2004: Atelier Iris: Eternal Mana (PS2)
- 2005: Atelier Iris 2: The Azoth of Destiny (PS2)
- 2006: Ar Tonelico: Melody of Elemia (PS2)
- 2006: Atelier Iris 3: Grand Phantasm (PS2)
- 2007: Mana Khemia: Alchemists of Al-Revis (PS2)
- 2007: Ar Tonelico 2: Melody of Metafalica (PS2)
- 2008: Mana Khemia 2: Fall of Alchemy (PS2)
- 2008: Mana Khemia: Student Alliance (PSP)
- 2009: Atelier Rorona: The Alchemist of Arland (PS3)
- 2009: Mana Khemia 2: Fall of Alchemy Portable Plus (PSP)
- 2010: Ar Tonelico Qoga: Knell of Ar Ciel (PS3)
- 2010: Atelier Judie: The Alchemist of Gramnad: Imprisoned Garden (PSP)
- 2010: Atelier Totori: The Adventurer of Arland (PS3)
- 2011: Atelier Viorate: The Alchemist of Gramnad 2: The Memories of Ultramarine (PSP)
- 2011: Atelier Meruru: The Apprentice of Arland (PS3)
- 2012: Ciel Nosurge: Ushinawareta Hoshi e Sasagu Uta (PSVita)
- 2012: Atelier Ayesha: The Alchemist of Dusk (PS3)
- 2012: Atelier Totori Plus: The Adventurer of Arland (PSVita)
- 2013: Ciel Nosurge: Ushinawareta Hoshi e Sasagu Uta RE:Incarnation (PSVita)
- 2013: Atelier Meruru Plus: The Apprentice of Arland (PSVita)
- 2013: Atelier Escha & Logy: Alchemists of the Dusk Sky (PS3)
- 2013: Atelier Rorona Plus: The Alchemist of Arland (PS3, PSVita)
- 2014: Ar Nosurge: Ode to an Unborn Star (PS3)
- 2014: Atelier Ayesha Plus: The Alchemist of Dusk (PSVita)
- 2014: Atelier Shallie: Alchemists of the Dusk Sea (PS3)
- 2014: Ar Nosurge Plus: Ode to an Unborn Star (PSVita)
- 2014: Ciel Nosurge Offline: Ushinawareta Hoshi e Sasagu Uta (PSVita)
- 2014: Atelier Questboard (Android, iOS)
- 2015: Atelier Escha & Logy Plus: Alchemists of the Dusk Sky (PSVita)
- 2015: New Atelier Rorona: The Alchemist of Arland (3DS)
- 2015: Nights of Azure (PS3, PSVita, PS4, Windows)
- 2015: Atelier Sophie: The Alchemist of the Mysterious Book (PS3, PS4, PSVita, Windows)
- 2016: Atelier Shallie Plus: Alchemists of the Dusk Sea (PSVita)
- 2016: Atelier Firis: The Alchemist and the Mysterious Journey (PS4, PSVita, Windows)
- 2017: Blue Reflection (PS4, PSVita, Windows)
- 2017: Augmented Reality Girls Trinary (Android, iOS)
- 2017: Nights of Azure 2: Bride of the New Moon (Switch, PS4, PSVita, Windows)
- 2017: Atelier Lydie & Suelle: The Alchemists and the Mysterious Paintings (Switch, PS4, PSVita, Windows)
- 2018: Atelier Arland Series Deluxe Pack (Windows, Switch, PS4)
- 2018: Atelier Online: Alchemists of the Bressisle (Android, iOS)
- 2019: Nelke & the Legendary Alchemists: Ateliers of the New World (Windows, Switch, PS4, PSVita)
- 2019: Atelier Lulua: The Scion of Arland (Windows, Switch, PS4)
- 2019: Atelier Ryza: Ever Darkness & the Secret Hideout (Windows, Switch, PS4)
- 2019: Atelier Dusk Trilogy Deluxe Pack (Windows, Switch, PS4)
- 2020: Fairy Tail (Windows, Switch, PS4)
- 2020: Atelier Ryza 2: Lost Legends & the Secret Fairy (Windows, Switch, PS4)